# 第九ひろしま
第九ひろしま（だいくひろしま）は、おおむね毎年12月の第2日曜日または第3日曜日に、広島市西区にある広島サンプラザのホール棟（広島サンプラザホール）で開催される、一般公募で都度結成される合唱団をバックに控えてのベートーヴェン「第九」演奏をメインとする音楽興行。

## 運営
本イヴェントを主催しているのは広島の民間放送事業者の一つで、テレビ部門がTBS系列・ラジオ部門がJRN系列とNRN系列のクロスネットの中国放送(RCC)であるが、2002年以降、広島の地方紙でRCCの事実上の親会社である中国新聞も主催に加わっている《それまでは「後援」の立場で関わっていた》。
協賛社には、広島の有力企業を中心に名を連ねてきているが、アサヒビールもまた協賛社の一つとして名を連ねている。そして2005年からは特別協賛の形で、広島（東広島市）に本社を置く食品加工機メーカー大手のサタケも名を連ねている。

## 概要
1985年の12月12日、広島市西区に建設された広島サンプラザのこけら落としの一環として行われたのが始まり。現行の公演会場の落成記念の一環として開催されたところから歴史が始まっている点で、同類の「第九」イベントである「5000人の第九」（両国国技館）や大阪の「1万人の第九」（大阪城ホール）と共通している。
創始以来、「第九」終楽章の中で最も有名な箇所とされている“練習番号M”（「歓喜」の主題を混声4部合唱が歌い上げる部分）のところで、聴衆も合唱に加わっている。これは現在でも続けられており、聴衆向けの歌唱指導コーナーが公演の中に用意されている。
なお、当初は「8000人の大合唱」という副題が付いていた（2000年以降に解消された）。

## プログラム
2部構成となっている。
- 第1部：ゲスト出演者または“「第九」ソリスト&管弦楽”によるコンサート
- 第2部：「第九」の演奏 《回により、この後『蛍の光』の演奏等が入る》

公演終了後、引き続き合唱団の“解団式”が行われる《この点に於いては「5000人の第九」と共通》。解団式では、最後のところで合唱団全体が指揮者・ソリスト陣などと乾杯を交わすなど「5000人の第九」と共通する点も認められるが、一方で合唱参加者（個人または団体単位）個々の紹介が行われない等の相違点も存在する。
なお乾杯用の飲料として、アサヒビールが協賛社の一つに名を連ねている関係上、同社製ビールまたはお茶飲料が振る舞われる《お茶飲料については、アサヒビールと同じアサヒグループHD傘下にある事業子会社・アサヒ飲料の製品が用意される》。
合唱団規模は例年千数百人程度であり、同類のイヴェントと目される「1万人の第九」や「5000人の第九」からすれば規模は小さい。しかし、現在では広島県を中心とする中国地方はもとより、四国・九州地方、関西・東海・首都（関東）各圏からの参加者も散見されるようになってきている。
管弦楽は、中国地方唯一のプロオーケストラである広島交響楽団が毎年受け持っている。ただし、過去に1度だけ海外のオーケストラが受け持ったことがある《この時には、ソリスト陣4人もすべて外国人だった→「沿革」項を参照》。ちなみに海外のオーケストラが単独で管弦楽を務めたケースは、他の2つの大規模「第九」イベントには見られない《なお外国人指揮者がタクトを執ったケースは「5000人の第九」にも前例として存在する》。
RCCが主催のため、イベントの司会進行もRCCのアナウンサー（2023年はRCCラジオ『平成ラヂオバラエティごぜん様さま』パーソナリティの横山雄二と渕上沙紀。それ以前は2014年から2022年まで横山と当時『ごぜん様さま』パーソナリティの河村綾奈）が務めている。2012年は司会者自体が不在でイベントが行われた。

## 歴代出演者（公演指揮者・ソリスト陣・ゲスト出演者）
以下列挙の歴代出演者のうち「第九」ソリスト陣については、公演回により、メゾソプラノ歌手がアルト独唱を務めたりしてきているが〔これは「1万人の第九」など他の「第九」催事でも見受けられる〕、ここでは楽曲としての「第九」を演奏するに際して必要となる楽器パートの譜面上に於ける表記方に従って“ソプラノ(S)・アルト(A)・テノール(T)・バリトン(Br)”のパート表記の下で記載することとした。
第1回（「第九ひろしま'85」）：1985年12月12日
指揮：渡邉暁雄
ソプラノ：常盛寿子、アルト：藤井文子、テノール：日高好一、バリトン：益田遥
第2回（「第九ひろしま'86」）：1986年12月21日
指揮：高関健、ゲスト：有村かおり
ソプラノ：曽我栄子、アルト：丸尾勝代、テノール：日高好一、バリトン：芳野靖夫
第3回（「第九ひろしま'87」）：1987年12月20日
指揮：高関健
ソプラノ：岡崎智恵子、アルト：小玉妙、テノール：日高好一、バリトン：芳野靖夫
第4回（「第九ひろしま'88」）：1988年12月4日
指揮：ハインツ・レーグナー
ソプラノ：ヘルガ・テルマー、アルト：ユタ・プリエフ、テノール：ヴォルフガング・ミルグラム、バリトン：ヘルマン・クリスティアン・ポルスター
第5回（「第九ひろしま'89」）：1989年12月17日
指揮：高関健、ゲスト：黒柳徹子
ソプラノ：蒲原史子、アルト：小玉妙、テノール：日高好一、バリトン：久岡昇
第6回（「第九ひろしま'90」）：1990年12月16日
指揮：田中良和、ゲスト：岸ユキ
ソプラノ：曽我栄子、アルト：小玉妙、テノール：日高好一、バリトン：久岡昇
第7回（「第九ひろしま'91」）：1991年12月15日
指揮：田中良和、ゲスト：浜美枝
ソプラノ：曽我栄子、アルト：小玉妙、テノール：日高好一、バリトン：久岡昇
第8回（「第九ひろしま'92」）：1992年12月10日
指揮：田中良和、ゲスト：森ミドリ
ソプラノ：蒲原史子、アルト：小玉妙、テノール：日高好一、バリトン：久岡昇
第9回（「第九ひろしま'93」）：1993年12月19日
指揮：田中良和、ゲスト：中島啓江
ソプラノ：蒲原史子、アルト：小玉妙、テノール：日高好一、バリトン：久岡昇
第10回（「第九ひろしま'94」）：1994年12月18日
指揮：十束尚宏、ゲスト：原田康夫
ソプラノ：渡辺美佐子、アルト：小玉妙、テノール：日高好一、バリトン：久岡昇
第11回（「第九ひろしま'95」）：1995年12月17日
指揮：チュー・ホエ、ゲスト：SOUL MOTION
ソプラノ：岩井理花、アルト：小玉妙、テノール：日高好一、バリトン：久岡昇
第12回（「第九ひろしま'96」）：1996年12月15日
指揮：円光寺雅彦、ゲスト：崇徳グリークラブ
ソプラノ：渡辺美佐子、アルト：藤井美雪、テノール：枝川一也、バリトン：久岡昇
第13回（「第九ひろしま'97」）：1997年12月21日
指揮：小田野宏之、ゲスト：ボニージャックス
ソプラノ：蒲原史子、アルト：藤井美雪、テノール：枝川一也、バリトン：久岡昇
第14回（「第九ひろしま'98」）：1998年12月20日
指揮：小田野宏之、ゲスト：長原幸太、河内恵理子
ソプラノ：山口道子、アルト：藤井美雪、テノール：枝川一也、バリトン：大島幾雄
第15回（「第九ひろしま'99」）：1999年12月19日
指揮：渡邊一正
ソプラノ：佐々川広子、アルト：藤井美雪、テノール：枝川一也、バリトン：藪西正道
第16回（「第九ひろしま2000」）：2000年12月17日
指揮：渡邊一正
ソプラノ：中丸三千繪、アルト：藤井美雪、テノール：枝川一也、バリトン：晴雅彦
第17回（「第九ひろしま2001」）：2001年12月16日
指揮：下野竜也
ソプラノ：足立さつき、アルト：藤井美雪、テノール：枝川一也、バリトン：黒田博
第18回（「第九ひろしま2002」）：2002年12月15日
指揮：下野竜也
ソプラノ：佐々川広子、アルト：藤井美雪、テノール：錦織健、バリトン：青戸知
第19回（「第九ひろしま2003」）：2003年12月14日
指揮：下野竜也
ソプラノ：佐々川広子、アルト：藤井美雪、テノール：錦織健、バリトン：稲垣俊也
第20回（「第九ひろしま2004」）：2004年12月12日
指揮：下野竜也、ゲスト：タケカワユキヒデ
ソプラノ：佐々川広子、アルト：藤井美雪、テノール：枝川一也、バス：長谷川顯
第21回（「第九ひろしま2005」）：2005年12月18日
指揮：金洪才
ソプラノ：鈴木慶江、アルト：チャン・ヒュンジュ、テノール：枝川一也、バス：福島明也
第22回（「第九ひろしま2006」）：2006年12月17日
指揮：山下一史、ゲスト：スーザン・オズボーン
ソプラノ：佐々川広子、アルト：藤井美雪、テノール：枝川一也、バリトン：石原祐介
第23回（「第九ひろしま2007」）：2007年12月16日
指揮：山下一史、ゲスト：江原啓之
ソプラノ：佐々川広子、アルト：藤井美雪、テノール：枝川一也、バリトン：石原祐介
第24回（「第九ひろしま2008」）：2008年12月21日
指揮：山下一史、ゲスト：矢野顕子
ソプラノ：佐々川広子、アルト：藤井美雪、テノール：枝川一也、バリトン：石原祐介
第25回（「第九ひろしま2009」）：2009年12月20日
指揮：山下一史、ゲスト：正戸里佳
ソプラノ：デニス・ベック、アルト：クリスティーナ・バーダー、テノール：ウイリアム・セス・ボブソン、バリトン：ホアン・フェルナンド・グティエレス
第26回（「第九ひろしま2010」）：2010年12月19日
指揮：円光寺雅彦
ソプラノ：佐藤しのぶ、アルト：坂本朱、テノール：水口聡、バリトン：河野克典
第27回（「第九ひろしま2011」）：2011年12月18日
指揮：円光寺雅彦、ゲスト：エリザベトシンガーズ
ソプラノ：市原愛、アルト：坂本朱、テノール：水口聡、バリトン：河野克典
第28回（「第九ひろしま2012」）：2012年12月9日
指揮：大植英次
ソプラノ：アンナ・ガブラー、アルト：スザンネ・シェーファー、テノール：錦織健、バリトン：ヴィルヘルム・シュヴィングハンマー
第29回（「第九ひろしま2013」）：2013年12月15日
指揮：大友直人
ソプラノ：小林沙羅、アルト：坂本朱、テノール：吉田浩之、バリトン：福島明也
第30回（「第九ひろしま2014」）：2014年12月14日
指揮：秋山和慶、ゲスト：平原綾香
ソプラノ：小林沙羅、アルト：藤井美雪、テノール：水口聡、バリトン：甲斐栄次郎
第31回（「第九ひろしま2015」）：2015年12月20日
指揮：山下一史、ゲスト：夏川りみ
ソプラノ：小林沙羅、アルト：坂本朱、テノール：水口聡、バリトン：折河宏治
なお管弦楽に関しては、第4回のみベルリン放送交響楽団が務めた他は、全て広島交響楽団が担当してきている。

## 合唱団の構成とレッスンについて

### 合唱団員募集のこと
合唱団員募集は先着順受付により行われる。
第25回公演（第九ひろしま2009）までは7月から団員募集を始めていたが、第26回公演（第九ひろしま2010）以降は、大阪の「1万人の第九」と同様、6月初頭から募集を始めている。
合唱出演に際しては、基本的に、例年9月から始まる通常レッスンに出席することが求められるが、応募受付自体は例年9月末日まで行われている。
ただし「第九」合唱経験者に関しては11月から始まる混声練習（後記）からの出席でも可とされていることから、経験者に限り例年10月末日まで応募受付が行われている《勿論それ以前に主催者側が定める定員に達すれば、その時点で締め切られる》。
なお第25回公演までは、9月からの通常レッスン開始に先立って「発会式」が別途執り行われていたほか、11月から始まる混声練習（後記）の広島市内会場に於ける初日当日にも「結団式」が執り行われていた。

### レッスンのこと
レッスン会場には全て広島県内に所在する施設が充てられてきているが、現在、9月から10月にかけての「パート別練習」期間と11月から本番直前にかけての「混声練習」期間とで、設定されるレッスン会場の数が異なっている《ただし第21回公演（第九ひろしま2005）までは、「パート別練習」・「混声練習」両期間の間で、設置されるレッスン会場数に変動はなかった》。
主に「第九」初心者を対象とする「パート別練習」が実施される9月から10月にかけては、廿日市・広島・呉・東広島・三次・福山の各市内1箇所ずつ計6箇所の施設が充当され、広島市内設置会場のみ男女別に計18日間、広島以外の5つの市に設置の会場では男女共同で6日間、それぞれレッスン日程として組まれる。
その後「第九」経験者も加わっての「混声練習」が実施される11月以降には、レッスン会場は広島・三次・福山の各市内1箇所ずつ計3箇所に絞られ、レッスン日程については、広島市内会場のみ6日間、三次・福山両市内会場は4日間となるが、広島市内会場に於ける「混声練習」に限り、その全日程のうち2日間程度、当該年に於ける公演指揮者が直接指導に当たっている《現在の大阪「1万人の第九」に於ける「佐渡総監督レッスン」に相当》。
また「混声練習」期間に限り、各会場毎に設定されたレッスン日程の全てに出席した合唱団員に対し、皆勤祝いの記念品が贈られることになっている《第23回公演から制度導入》。
さらに第23回公演（第九ひろしま2007）からは、通常のレッスンに先立ち、初めて「第九」合唱への参加を検討している者を対象とする事前申込不要の無料公開レッスン「ビギナー体験レッスン」（第26回公演までは「ビギナーレッスン」と呼称）が8月中に別途設定されている。
この「ビギナー体験レッスン」では「第九」合唱に際して必要なドイツ語の発音や基礎的発声を学ぶことが出来、主催者たるRCCでは「1日体験いただき第九へ参加するかご検討下さい」と呼びかけている。
そして第27回公演（第九ひろしま2011）からは、原語での「第九」歌唱に必要なドイツ語発音に絞ってレッスンを行う「ドイツ語集中レッスン」が、通常レッスンとは別枠で設定されている。
なお、本イヴェントに於ける合唱レッスンの指導に携わる合唱指導者団メンバーの中には、第12回公演（第九ひろしま'96）から第24回公演（第九ひろしま2008）まで、途中2回の休みを挟みながらも、連続してテノール独唱を務めてきた枝川一也も名を連ねており、現在も東広島市内会場に於けるパート別練習の指導を受け持っている。

### 広島県外向け合唱団員募集のこと（過去）
第22回公演（第九ひろしま2006）から第25回公演まで、広島県内に於いて実施される通常の合唱団員募集とは別に、当該年開催の大阪「1万人の第九」合唱参加者、および一定回数以上の「第九」合唱出演経験者を対象とした広島県外（主に関西圏）在住者向け合唱団員募集も併せて行われていた。
この広島県外向け合唱団員募集では、大手旅行会社の関西圏内一支店が企画・催行する大阪発のパッケージツアー（バスツアー）の募集という形態により行われ、応募宛先も公演主催者たる中国放送ではなく、当該パッケージツアーを実際に企画・催行する前記一支店となっており、大阪「1万人の第九」の関西圏内レッスン会場に於いて専用の募集チラシが配布されていた《同じく「1万人の第九」の東京都内設置クラスに於いても配布されていたか否かは未確認》。
このバスツアーは、公演本番前日の朝に大阪を出発して、昼過ぎに広島入りしてリハーサルに出席、その後広島市内のホテルに宿泊して、翌朝からのゲネプロそして公演本番に参加、終演後は直ちに広島を離れて夜遅くに大阪に戻るという、1泊2日の旅程が組まれていたが、これは、2005年の第21回公演以降、本番前日に行われるリハーサルの開始を夕方とされたことを利用して組まれていた模様。
応募は電話による参加申込が基本だったが、第24回公演（第九ひろしま2008）まではインターネット経由での応募も可能だった。
このインターネット経由での合唱参加申込は、ツアーを企画・催行する旅行会社のWebサイトからの直接申込、および『Yahoo!トラベル』などの外部旅行取扱サイトを経由しての申込、の2通りが存在し、第22回・第23回（第九ひろしま2007）両公演に於いてはシステムの関係上2人以上での参加申込に限定されていたが、第24回公演に於いては1人からでも参加申込が出来るようになっていた。
概ね2週間前に開催される「1万人の第九」への合唱出演者を呼び込む意図から別枠設定されたこのバスツアー形式団員募集ではあったが、申込者数の落ち込みから第25回公演を最後に打ち切られ、翌年の第26回公演（第九ひろしま2010）以降は、広島の県内外問わず、通常の合唱団員募集にて対応するようになり、関西圏内に於ける「1万人の第九」レッスン会場にも通常の団員募集チラシが配布されるようになってきている。
なお、この広島県外向け合唱団員募集に於ける応募締切は、通常の合唱団員募集（広島県内向け）の「第九」合唱経験者向け募集の応募締切と同じか、それ以前に設定されていた《第22回公演は9月29日、第23回公演は「10月末日」、第24回・第25回両公演は通常の団員募集に於ける「第九」経験者向け応募締切日と同一日（第24回は「11月3日」、第25回は「11月1日」）に、それぞれ設定されていた》。

## 放送について
コンサートの模様については後日にRCCのテレビとラジオで放送され、特にテレビ放送に関しては、例年、ドキュメンタリーと公演当日に於ける「第九」演奏全楽章ライヴの2種類の番組が制作される。
後日に放送される点に於いては、同じく民間放送事業者が主催する「1万人の第九」と類似するが、「1万人の第九」が限定的ながら他局とネットを組むことで全国規模の放送を実現させているのに対し〔ただし中国・四国地方など放送空白地域あり〕、本イヴェントでは放送に際して他局とネットを組むことをせず、そのため放送を実際に視聴あるいは聴取出来るのは、下記による配信が行われるまでRCCの放送対象地域である広島県内に限られた。
最近では広島県外からの合唱参加者も目立ってきているが、上記の理由から、広島県外からの合唱参加者は、後日に自宅のテレビやラジオ等で視聴あるいは聴取することは基本的に不可能だったが、有料会員制サービス「radikoプレミアム」に加入している場合は、ラジオだけではあるが広島県外でも聴取することが可能になった。
2017年はRCCの公式動画配信サイト『RCC PLAY!』で期間限定ながら配信され、映像でも広島県外で視聴可能となった。

## 音楽ソフトについて
第23回公演（第九ひろしま2007）に於いて初めてライヴ収録DVDをリリース。これはRCCにとって初めての自主制作による音楽・映像ソフトとなった。
その後、第25回公演（第九ひろしま2009）に於いてもライヴ収録DVDをリリースさせた。
これらは何れもRCCサイト内ショップに於いて現在も取り扱われているが、特に広島県外からの合唱参加者にとっては、現状に於いて、自分自身が合唱出演したステージを後日に再度目の当たりに出来る唯一の媒体となっている。

## その他特記事項
- 本イヴェントとしての交流実績として、東京「5000人の第九」にほぼ毎年、本イヴェントに於ける合唱経験者の有志を「第九ひろしま」名義にて派遣している他、大阪「1万人の第九」にも、2006年頃から断続的に、同じく有志を派遣してきている。
- 吉本興業所属のお笑いコンビで、広島県内を活動の本拠としているフリータイムの塩谷正蔵が第27回公演に合唱出演、本人は次回公演にも挑戦したいと意気込んでいる様子だった[1]。